# Mount Solus
Mount Solus (von lateinisch solus für einsam) ist ein markanter, isolierter und 1290 m hoher Berg an der Bowman-Küste des Grahamlands auf der Antarktischen Halbinsel. Er ragt inmitten des Weyerhaeuser-Gletschers nahe dessen Mündung in den Mercator-Piedmont-Gletscher auf. Charakteristisch für ihn sind seine steilen und felsigen Flanken, die in einen spitzen Gipfel übergehen.
Erste Luftaufnahmen entstanden im August 1947 durch den Falkland Islands Dependencies Survey (FIDS) sowie im Dezember 1947 bei der US-amerikanischen Ronne Antarctic Research Expedition. Der FIDS nahm im Dezember 1958 eine Vermessung des Bergs vor. Das UK Antarctic Place-Names Committee verlieh ihm am 31. August 1961 in Anlehnung an seine isolierte geografische Lage einen deskriptiven Namen.